# 宮の御方
宮の御方（みやのおんかた）とは、源氏物語に登場する架空の人物。

## 概要
光源氏の弟である蛍兵部卿宮の娘である。母は髭黒の娘である真木柱。父蛍兵部卿宮の音楽の才能を受け継いでいる。非常に内気である。母が蛍兵部卿宮と死別して紅梅と再婚した際には母に伴って左大臣家に移り住んだ。

## 登場する巻
宮の御方は直接には以下の巻で登場し、本文中ではそれぞれ以下のように表記されている。
- 第43帖 紅梅 女君、宮の御方、東の姫君、君
- 第49帖 宿木 按察大納言の紅梅の御方

## 各巻での活動
母の蛍兵部卿宮との死別と紅梅との再婚に伴って紅梅の家（左大臣家の邸宅）に移り住む。非常な内気で義父となった紅梅にも姿を見せないほどであるが義理の姉妹となった紅梅の中の君とは一緒に寝たりするほど仲がよい。紅梅が自身の子である中の君を匂宮のもとに嫁がせようとするが、匂宮は中の君よりもこの宮の御方に関心を寄せて文をよこすようになる。内気な性格から宮の御方自身は匂宮からの文に返事を出そうともしない。母の真木柱は手紙の返事の代筆などをしながらも匂宮の多情な性格を思うと積極的にはなれず、娘は結婚生活には向かない性格だから生涯独身で過ごさせようかと考えたりしている。（第43帖 紅梅）
匂宮は「按察大納言の紅梅の御方」に文を送るが、この「按察大納言の紅梅の御方」については花鳥余情、湖月抄、すみれ草のように紅梅の実の娘であるとする説と、細流抄のようにこの「宮の御方」であるとする説とがある。（第49帖 宿木）
なお、宮の御方の姪にあたる「巣守三位」など、現行の54帖からなる源氏物語には含まれない「巣守」なる巻にあったと考えられるいくつかの記述を含んでいることで知られる国文研本源氏物語系図では、この「宮の御方」は「匂兵部卿上」として立項されており、最終的には匂宮の妻となったとされていることから同系図が元にした「源氏物語」にはそのような記述があったと考えられる。なお、巣守関連の記述を含む古系図は現在までに十数本存在することが明らかになっているが、この「宮の御方」が匂宮の妻となったとする記述のあるのはこの国文研本古系図のみである。